# La Valette, Isère
La Valette är en kommun i departementet Isère i regionen Auvergne-Rhône-Alpes i sydöstra Frankrike. Kommunen ligger i kantonen Valbonnais som tillhör arrondissementet Grenoble. År 2022 hade La Valette 64 invånare.

## Befolkningsutveckling
Antalet invånare i kommunen La Valette
Referens:INSEE